# Atemptat del 20 de juliol de 1944
L'atemptat del 20 de juliol de 1944 va ser un intent fracassat per tal d'assassinar el dictador alemany Adolf Hitler, cap de l'Alemanya Nazi, i prendre el poder a Alemanya tot seguint un pla anomenat Operació Valquíria. Fou comès per l'oficial del Heer Claus von Stauffenberg, que estava al càrrec de l'Exèrcit de Reserva Valquíria, un paper que li permetia un accés directe a Hitler per presentar-li informes.
El 20 de juliol va ser la culminació dels esforços de la resistència alemanya per derrocar al règim nazi i el complot va ser perpetrat a la residència coneguda com el Cau del Llop. El seu fracàs, tant a la Wolfschanze com a Berlín, portà a la detenció de més de 7.000 persones, de les quals en van ser executades 4.980. D'aquestes, 200 de les execucions foren contra els conspiradors del complot. Fet i fet, la repressió nazi posterior comportà la destrucció gairebé total del moviment de resistència.

## Rerefons
Els grups conspiradors que planejaven realitzar un cop de qualsevol mena a la Wehrmacht i a la Intel·ligència Militar (l'Abwehr) ja existien des de 1938. Els primers caps d'aquests grups incloïen al Brigadier Hans Oster, cap de l'Abwehr, l'antic Cap de l'Estat Major, General Ludwig Beck, i el Mariscal de Camp Erwin von Witzleben. Els plans per cometre un cop d'estat i evitar que Hitler pogués llançar una nova guerra mundial es van portar a terme el 1938 i el 1939, però es van avortar per les vacil·lacions dels Generals Franz Halder i Walter von Brauchitsch, així com pel fracàs de les potències occidentals en oposar-se a les agressions hitlerianes fins al 1939. El primer grup de resistència militar retardà els seus plans després de l'extrema popularitat que assolí Hitler un cop finalitzada la sorprenentment ràpida i triomfant Batalla de França.
El 1941 es formà un nou grup conspirador. Era comandat pel Coronel Henning von Tresckow, un membre de l'estat major del seu oncle, el mariscal Fedor von Bock, que comandava el Grup d'Exèrcits Centre a l'Operació Barbarroja. Tresckow va reclutar sistemàticament opositors a l'Estat Major del Grup, convertint-lo en el centre de la resistència a l'Exèrcit. No es podia fer gaire contra Hitler mentre que els seus exèrcits avançaven triomfants per les regions occidentals de la Unió Soviètica entre 1941 i 1942, i encara després de la batalla de Moscou, que causà la dimissió de Brauchitsch i de Bock.
Durant 1942, Oster i Tresckow van tenir èxit en reconstruir un grup de resistència. El seu fitxatge més important va ser el General Friedrich Olbricht, cap del Quarter General de l'Oficina de l'Exèrcit a Bendlerblock, al Berlín central, que comandava un sistema independent de comunicacions amb les unitats de reserva per tota Alemanya. Així, el grup de resistència tenia un aparell viable pel cop.
A les darreries de 1942, Tresckow i Olbricht van formular un pla per assassinar Hitler i portar a terme un cop durant la visita de Hitler al Quarter General del Grup d'Exèrcits Centre a Smolensk al març de 1943, posant una bomba al seu avió. La bomba no explotà, i un segon intent uns dies després en una exposició a Berlín d'armament soviètic capturat també fallà. Aquests fracassos van desmoralitzar als conspiradors. Durant 1943, van intentar (sense èxit) reclutar als comandants de camp superiors, com els mariscals von Rundstedt o von Manstein.

## Planificació
A mitjans de 1943, el curs de la guerra es girava decisivament en contra d'Alemanya. Els conspiradors militars i els seus aliats civils es convenceren que Hitler havia de ser assassinat perquè es pogués formar un govern acceptable pels Aliats occidentals i es pogués signar una pau per separat a temps de prevenir una invasió soviètica d'Alemanya, així com per evitar tantes pèrdues humanes com fos possible. L'agost de 1943, Tresckow es trobà amb un jove oficial d'Estat Major, el coronel comte Claus von Stauffenberg per primer cop. Malferit al nord d'Àfrica, Stauffenberg era políticament conservador, un gelós nacionalista alemany, catòlic de religió amb un regust per la filosofia. Si bé en un inici havia vist bé el règim nazi, es desil·lusionà ben aviat per les execucions sistemàtiques de jueus i pel tractament dels presoners de guerra soviètics. Llavors, a partir d'inicis de 1942 compartí la convicció que Alemanya es dirigia cap al desastre i que Hitler havia de ser retirat del poder. Per algun temps els seus escrúpols religiosos feien que no aprovés l'assassinat de Hitler com a manera correcta per aconseguir-ho; però després de la batalla de Stalingrad al desembre de 1942, va concloure que no assassinar Hitler seria moralment més condemnable. A partir d'aquell moment portà un to nou per prendre decisions als alts rangs de la resistència.
Olbricht ara presentà a Tresckow i a Stauffenberg un nou pla per portar a terme el cop contra Hitler. L'Exèrcit de Reserva tenia un pla operatiu anomenat Operació Walküre, que havia de portar-se a terme en cas que els desordres causats pels bombardeigs aliats de les ciutats alemanyes causessin un desgavell en la llei i l'ordre alemany, o una revolta dels milions dels treballadors esclaus que es trobaven a les fàbriques alemanyes. Olbricht suggerí que aquest pla es podria fer servir per mobilitzar l'Exèrcit de Reserva per prendre el control de les ciutats alemanyes, desarmar les SS i arrestar els líders nazis, un cop Hitler hagués estat assassinat. L'Operació Valkyrie només podia ser activada pel General Friedrich Fromm, comandant de l'Exèrcit de Reserva, motiu pel qual o bé havia de ser guanyat per a la conspiració o neutralitzat si el pla tenia èxit. Fromm, com d'altres oficials superiors, sabia en general sobre les conspiracions militars contra Hitler, però ni les recolzà ni tampoc n'informà a la Gestapo.
A finals de 1943 i inicis de 1944 hi va haver almenys 4 intents fallits perquè un dels conspiradors s'apropés suficientment a Hitler per matar-lo amb granades de mà o amb un revòlver. Però aquesta tasca esdevingué cada vegada més difícil. A mesura que la situació bèl·lica es deteriorava, Hitler cada vegada menys apareixia en públic i rarament visitava Berlín. Passava la major part del temps al Wolfschanze (Cau del Llop) prop de Rastenburg, a la Prússia Oriental, amb estades ocasionals a Berchtesgaden, a Baviera. En ambdós llocs estava molt ben protegit, i rarament veia gent que no conegués i confiés. Himmler i la Gestapo cada cop sospitaven més de l'existència de complots contra Hitler, i específicament sospitaven dels oficials de l'Estat Major.
A l'estiu de 1944, la Gestapo s'apropava als conspiradors. Hi havia una sensació que el temps se'ls escapava, tant al camp de batalla, on el Front Oriental estava en plena retirada i els aliats havien desembarcat a França el 6 de juny, com a la mateixa Alemanya. El convenciment que es tractava de la darrera oportunitat per a l'acció decidí els conspiradors. En aquells moments, els conspiradors ja havien començat a pensar que estaven condemnats, i que les seves accions eren més simbòliques que reals. El propòsit de la conspiració era vist com una salvació del propi honor, del de les famílies, de l'Exèrcit i d'Alemanya en un gran i banal gest, més que no pas per alterar el curs de la història.
Un dels ajudants de Tresckow, el tinent Heinrich Graf von Lehndorff-Steinort, va escriure a Stauffenberg: "S'ha d'intentar l'assassinat, coûte que coûte (costi el que costi). Encara que fracassem, hem de fer alguna cosa a Berlín. Pel propòsit pràctic no importa pas gaire; el que ara importa és que el moviment de resistència alemany ha de fer-ho davant dels ulls del món i de la història. En comparació a això, res més no importa".
En retrospectiva, és sorprenent que en tots aquests mesos de complots pels grups resistents a l'Exèrcit i a l'aparell de l'estat, en la que dotzenes de persones estaven involucrades i en la que molts més, incloent oficials superiors de l'Exèrcit n'estaven informades, aparentment va escapar totalment a l'atenció de la Gestapo. De fet, la Gestapo tenia coneixement des de febrer de 1943 d'un grup de resistència a l'Abwehr sota el patronatge de l'Almirall Wilhelm Canaris i del cercle al voltant de l'antic batlle de Leipzig Carl Goerdeler. Si aquesta gent hagués estat detinguda i interrogada, la Gestapo possiblement hagués descobert el grup del Grup d'Exèrcits Centre i potser l'intent d'assassinat del 20 de juliol mai no hagués tingut lloc. Això fa pensar en la possibilitat que Himmler conegués el pla i, per motius personals, permetés que anés a més.
Himmler va tenir almenys en una ocasió una xerrada amb un opositor conegut quan, a l'agost de 1943, el Ministre Prussià de Finances Johannes Popitz, que estava involucrat en la xarxa de comunicació de Goerdeler, el va anar a veure i li oferí el suport de l'oposició si volgués fer un moviment per desplaçar Hitler i assegurar un final negociat de la guerra. No en sortí res d'aquesta reunió, però Popitz no va ser detingut i Himmler aparentment no va fer res per aturar el moviment de resistència que sabia que estava operant dins de la burocràcia de l'estat. És possible que Himmler, que a finals de 1943 ja sabia que no es podia guanyar la guerra, permetés que l'atemptat del 20 de juny anés endavant, sabent que si succeïa ell seria el successor de Hitler, i llavors podria intentar signar la pau. Popitz no era pas l'únic en veure en Himmler com un possible aliat. El General von Bock va aconsellar a Tresckow que intentés aconseguir el seu suport, però no hi ha proves que fos així. Goerdeler també estava aparentment en contacte amb Himmler via un acord mutu amb Carl Langbehn. El biògraf de Canaris, Heinz Höhne, suggereix que Canaris i Himmler treballaven junts per aconseguir un canvi de règim, però tot això és especulació.

## El 20 de juliol
L'1 de juliol de 1944, Stauffenberg va ser nomenat cap de l'Estat Major del General Fromm al Quarter General de l'Exèrcit de Reserva a Bendlerstrasse, a Berlín. Aquest càrrec li permetia d'assistir a les conferències militars de Hitler, tant a la Prússia Berlín com a Berchtesgaden, donant-li una oportunitat daurada (potser la darrera) per matar a Hitler amb una bomba o amb una pistola. Els conspiradors que encara es resistien a la idea de matar a Hitler per escrúpols morals cada cop eren menys, en part perquè s'estaven assabentant dels assassinats en massa a Auschwitz de 250.000 jueus hongaresos en la culminació de l'Holocaust nazi. Mentrestant, s'estaven guanyant aliats claus, entre els quals s'incloïa al General Carl-Heinrich von Stülpnagel, comandant militar alemany a França, que prendria el control a París un cop Hitler fos mort, i iniciaria les negociacions per a un armistici immediat amb els exèrcits aliats.
El complot estava tan bé com ho podia estar. A inicis de juliol, Stauffenberg ja havia assistit en dues ocasions a les conferències de Hitler amb una bomba a la cartera, però com que els conspiradors havien decidit que Himmler i potser Göring també havien de ser assassinats si la mobilització planejada de l'Operació "Valquíria" havia de tenir alguna possibilitat d'èxit, ho abandonà en el darrer moment perquè Himmler no estava present. De fet, era estrany que Himmler assistís a les conferències militars. El 15 de juliol, quan Stauffenberg es dirigí de nou cap a la Prússia Oriental, ja s'havia abandonat aquesta condició. El pla era que Stauffenberg deixés la maleta amb la bomba a la cambra de conferències amb un temporitzador, s'excusés de la reunió, esperés que explotés i tornés a Berlín per reunir-se amb la resta de conspiradors al Bendlerblock. Llavors, l'Operació Valquíria es posaria en marxa, amb l'Exèrcit de Reserva prenent el control sobre Alemanya i la resta de líders nazis eren arrestats. Beck seria nomenat nou cap d'estat, Goerdeler seria el nou Canceller i Witzleben seria el comandant en cap de la Wehrmacht. El pla era ambiciós i depenia de la bona sort, però no era totalment forassenyat.
Un cop més, el 15 de juliol l'atemptat es tirà enrere a l'últim minut, tot i que per motius desconeguts. Stauffenberg, deprimit i fart, tornà a Berlín. A causa de la falsa assumpció de què l'assassinat havia tingut lloc, s'havia començat a executar l'Operació Valquíria, i només després de grans esforços i molta sort s'aconseguí disfressar-la com un exercici. El 18 de juliol arribaren rumors de què la Gestapo podria detenir a Stauffenberg en qualsevol moment (si bé això no era cert), motiu pel qual ja s'assumí el fet que la propera oportunitat seria la darrera. A les 10 del matí del 20 de juliol, Stauffenberg volà de nou cap a Rastenburg per assistir a una nova conferència militar de Hitler, acompanyat del seu ajudant, el tinent Werner von Haeften, i un cop més amb una bomba a la cartera. És un fet a destacar que en aquells moments, tot i la mania de Hitler envers la seguretat, els oficials que assistien a les conferències no eren pas registrats.
Quan arribà al Wolfschanze, Stauffenberg es dirigí cap a una reunió prèvia a la conferència, dirigida per Keitel. Aquell dia els horaris s'havien trastocat, perquè aquella tarda arribaria Mussolini. Un cop acabada la reunió, Stauffenberg es trobà amb von Haeften als lavabos per preparar els mecanismes detonadors dels dos explosius, i a posar-los a la cartera. Cadascun d'ells pesava prop d'un kilo. Stauffenberg va posar el funcionament el mecanisme de la primera càrrega, però quan anaven a preparar el de la segona, Stauffenberg rebé una trucada urgent i no pogueren instal·lar-la, i Haeften se l'endugué amb els seus papers, en lloc de deixar-la també a la cartera de Stauffenberg. A la reunió, Stauffenberg, al·legant problemes d'audició, demanà un lloc proper a Hitler. Un cop allà, deixà la cartera recolzada al costat extern d'una de les potes de roure de la taula on es trobaven Hitler i més de 20 oficials. Després d'uns deu minuts, abandonà la reunió i es trobà amb el General Fellgiebel i el tinent von Haeften. A les 12:40 la bomba explotà, demolint la sala de conferències, però Hitler va sobreviure miraculosament (només va patir un trencament dels timpans). Stauffenberg i els seus companys, en escoltar l'explosió i veure el fum que sortia del barracó, suposà (erròniament) que ningú hauria sobreviscut i marxà amb un cotxe amb von Haeften cap a l'aeroport per escapar abans que no es donés l'alarma. A les 13:00, el seu Heinkel ja s'enlairava.
Quan l'avió arribà a Berlín a les 15:00, el General Erich Fellgiebel, que seguia a Rastenburg, havia telefonat a Bendlerblock i els va dir que Hitler havia sobreviscut. Això va ser un pas fatal, perquè els conspiradors van perdre els nervis i van suposar que el pla per mobilitzar l'Operació Valquíria no tindria oportunitat d'èxit un cop els oficials de la reserva sabessin que Hitler estava viu. La confusió encara va augmentar quan arribà Stauffenberg i els va dir que Hitler estava mort. Els conspiradors ja no sabien a qui creure i, finalment, a les 16:00, Olbricht donà l'ordre perquè es mobilitzés l'Operació Valquíria. No obstant això, el vacil·lant General Fromm trucà al mariscal Keitel per assegurar-se de què Hitler estava viu. Keitel li pregunta si sabia on estava Stauffenberg (doncs la seva desaparició del Wolfschanze el convertia en principal sospitós): això va fer que Fromm s'adonés que la conspiració assenyalava cap al seu quarter general i que ell mateix es trobava en perill. Fromm respongué que pensava que Stauffenberg es trobava amb Hitler.
A les 16:40, Stauffenberg i Haeften arribaren al Bendlerblock. Fromm va intentar que Stauffenberg fos detingut, però en canvi, va ser detingut per Stauffenberg i Olbricht a punta de pistola. Altres conspiradors ja havien arribat al Bendlerblock. Allà Beck els informà que ell era el nou cap d'estat, i que el mariscal von Witzleben era el nou comandant de la Wehrmacht. El general Hoepner, que els conspiradors havien triat com a successor de Fromm (i a qui Hitler havia destituït a inicis de 1942 i li havia prohibit vestir d'uniforme) havia arribat cap a les 16:30, vestit de paisà i amb una cartera en la qual portava el seu uniforme, i que es tornaria a posar aquella tarda. Paral·lelament, Himmler ja s'havia fer càrrec de la situació i havia distribuït ordres fent que s'abandonés la mobilització de l'Operació Valquíria, seguint ordres de Hitler. En diversos llocs el cop seguí, conduït per oficials que pensaven que Hitler estava mort, però l'organització del cop deixà massa coses sense lligar: no es va prendre cap mesura per volar el centre de comunicacions del Wolfschanze, no es donà cap pas per prendre el control de les emissores de ràdio de Berlín ni de cap altra ciutat, ni s'emeté cap comunicat per ràdio. El Ministeri de Propaganda, amb Joseph Goebbels a dins, va ser envoltat, però el telèfon de Goebbels no va ser tallat (un altre error fatal). A París, Stülpnagel distribuí ordres per procedir a l'arrest des comandants de les SS i del SD. A Viena, Praga i d'altres ciutats, les tropes van ocupar les oficines del Partit Nazi i van arrestar als Gauleiters i als oficials de les SS.
El moment decisiu va ser a les 19:00, quan Hitler ja estava prou recuperat per poder trucar per telèfon. Va parlar amb Goebels, i aquest va fer que Hitler es dirigís al comandant de les tropes que envoltaven el Ministeri, el Major Otto Remer, i li assegurés que encara estava viu. Hitler li ordenà que restaurés el control de la situació a Berlín. A les 20:00, Witzleben arribà furiós a Bendlerblock i discutí amb Stauffenberg, que pensava que el cop encara podia triomfar. En aquells moments, el pla per prendre el poder a París s'havia avortat quan Kluge, recentment nomenat comandant en cap a l'oest, se n'assabentà que Hitler estava viu i arrestà a Stülpnagel.
Els membres berlinesos menys resoluts de la conspiració també començaren a canviar de bàndol. Als afores del Bendlerblock hagué un tiroteig entre els que recolzaven i els que s'oposaven al cop, en el que Stauffenberg resultà ferit. A les 23:00, Fromm havia recuperat el control, i esperava que mostrant una lleialtat absoluta podria salvar la pell. Beck, adonant-se que tot s'havia acabat, se suïcidà (seria el primer dels diversos suïcidis que es produirien en els dies següents). Fromm declarà que havia realitzat un consell de guerra i havia sentenciat a Stauffenberg, a Olbricht, a von Haeften i a un altre oficial, von Quirnheim a mort. En un inici, Hoepner també havia de morir, però va eximir posteriorment després de parlar amb Fromm i va ser conduït a la presó. Stauffenberg intentà responsabilitzar-se ell tot sol del cop, afirmant que la resta només havien obeït ordres, però Fromm no en va fer cas. A les 00:10 del 21 de juliol van ser afusellats al pati, possiblement per evitar que confessessin que Fromm també estava implicat. Els cossos van ser enterrats, però Himmler ordenà l'endemà que fossin exhumats i incinerats. Altres també haguessin estat executats aquella mateixa nit, però l'arribada de les SS a les 0:30, comandades per Otto Skorzeny, van evitar-les al prohibir-les. Fromm va anar a veure a Goebbels per reclamar la seva part en la supressió del cop, però va ser detingut immediatament i seria executat posteriorment. Entre els conspiradors que aquella mateixa nit serien detinguts estaven l'ambaixador von der Schulenburg, el germà de Stauffenberg, Berthold i l'alt funcionari Yorck von Wartenburg.

### AlWolfschanze
En el moment de l'explosió, Hitler es trobava recolzat sobre la taula de roure estudiant a un mapa posicions de reconeixement aeri. En un segon, la cabana explotà, fent volar en totes direccions fragments de vidre i fusta. De les 24 persones que hi havia en aquell moment a la sala, tres van morir i la resta va patir ferides de diversa consideració. Els ferits més greus van ser traslladats que hi havia a uns 3 km. De fet, els únics que no van patir l'impacte directe de l'explosió van ser Keitel i Hitler; i Keitel només va patir un trencament dels timpans.

Distribució dels presents en el moment de l'exploció. En vermell els que van morir, en blau el ferits greus i en blanc els ferits lleus.

Hitler només va patir un greu cop al braç dret, dotzenes de petites erosions i ampolles a les cames (plenes de fragments d'estelles), cremades superficials i trencament d'ambdós timpans, motiu pel qual patiria molèsties auditives fins a la seva mort, 10 mesos després. Quan es dirigia cap a la sortida, ensopegà amb Keitel, que l'abraçà plorant i cridant "Führer, esteu viu!". Amb la jaqueta de l'uniforme trencada i els pantalons fets miques, tornà immediatament al seu búnquer, i quan la seva servent Linge entrà molt espantada, li va dir amb un agre somriure "Algú m'ha intentat matar, Linge".
Un dels primers a recuperar la sang freda va ser l'ajudant de la Luftwaffe de Hitler, el Coronel von Below. Tot i la commoció rebuda i als talls que tenia al rostre, va córrer cap a la cabana de senyals per ordenar que es bloquegessin totes les comunicacions que no fossin de Himmler, Keitel i Jodl, a més de trucar a Himmler i Göring perquè es presentessin al búnquer de Hitler. Després hi anà ell, on es trobà un Hitler tranquil, exhibint la seva roba esquinçada i concentrant-se en qui podien ser els responsables (llavors ja se sospitava en el desaparegut Stauffenberg). La seva recerca s'inicià cap a les dues de la tarda.
Però tot i l'atemptat, Hitler es negà a considerar la possibilitat de cancel·lar la visita prevista de Mussolini, prevista cap a dos quarts de tres però ajornada pel retard del tren del Duce. Quan es trobaren, Hitler estava tranquil, i saludà al seu aliat amb la mà esquerra (doncs tenia problemes per aixecar el braç dret). Li explicà què havia succeït a Mussolini i el portà a veure les restes del barracó". Allà, tranquil·lament, li digué a Mussolini:
Quan torno a considerar-ho tot (...) arribo a la conclusió, per la meva salvació miraculosa, mentre que d'altres dels presents han rebut greus ferides, (...) que no em passarà res.
Estava més convençut que mai que la Providència li havia concedit conduir la seva causa comuna cap a un final victoriós. Durant la reunió que Hitler mantingué amb Mussolini, Himmler va ser nomenat successor de Fromm en el càrrec de Cap dels Armaments de l'Exèrcit i Comandant de l'Exèrcit de Lleva". El primer anunci va ser un missatge per ràdio de Keitel al comandant del Districte Militar IV (Kassel), segons el qual Hitler estava viu, i les ordres que vinguessin de von Witzleben, Fromm i Hoepner no eren vàlides, així com que Himmler era el nou comandant de l'Exèrcit de Lleva. Cap a les 5, Himmler marxaria cap a Berlín, mentre que arribava Dönitz, unint-se a Göring, von Ribbentrop, Keitel i Jodl per reunir-se amb Hitler. Quan algú va citar el cop d'estat de Röhm de 1934, Hitler es posà furiós exigint venjança pels traïdors, jurant no mostrar cap pietat en el cas, i ficant a les seves esposes i fills en camps de concentració.
A mitja tarda, Hitler preguntà quan es podria preparar una emissió radiofònica, que s'hauria de fer cap a les sis de la tarda; però fins després de mitjanit no es va poder transmetre el seu missatge a Alemanya, i encara per les pressions de Goebbels de què era necessari que dirigís unes paraules al poble alemany. Hitler va dir que es dirigia al poble alemany per dos motius: perquè poguessin escoltar-lo i saber que estava il·lès i bé; i per parlar-los d'un crim sense paral·lel a la història d'Alemanya:
Un exigua camarilla d'oficials ambiciosos, desaprensius i alhora criminals i estúpids, ha forjat una conjura per eliminar-me i arrencar de sota arrel també amb mi a gairebé tota la comandància de les Forces Armades Alemanyes (...) Però aquest cop, (a diferència de 1918), la banda d'elements criminals seria implacablement esborrada. (es referí en 3 ocasions al fet en què hagués sobreviscut com) un senyal de la Providència que haig de seguir amb la meva tasca, i per tant, ho faré.. (A més, juraria) que pagarem els comptes com els nacionalsocialistes estem acostumats"
Després parlaren Dönitz, que afirmaria que els envaïa una santa ira i una fúria incontrolada pel criminal atemptat en contra de la vida del nostre estimat Führer (...), definint als conspiradors com un grupet de generals dements... les eines dels nostres enemics, als que serveixen sense cap mena de caràcter, amb una covardia i una astúcia plena de falsedat (i que posteriorment ordenaria als seus homes que anihilessin implacablement a qualsevol que es revelés com un traïdor); Jodl, que diria al seu estat major que la simpatia –cap als conspiradors- s'ha acabat i el temps de la indulgència pertany al passat. Odi sense misericòrdia a tot aquell que se'ns oposi; Bormann, que proclamaria que els conspiradors eren una xusma reaccionària i criminal; i von Ribbentrop, que informà als seus diplomàtics sobre els generals traïdors i criminals que han disseminat la seva covardia i les seves opinions derrotistes per contaminar a les personalitats febles i portar-les cap a la intriga. Göring afirmaria que el Führer ha estat salvat per la totpoderosa Providència com si hagués estat un miracle (...) Llarga vida al nostre Führer, que ha estat tan evidentment beneït avui pel Déu Totpoderós (i posteriorment, ordenaria a la Luftwaffe que actués amb energia i arranqués de soca arrel a aquests traïdors, als que cal detenir i afusellar... Els oficials que hagin participat en aquest crim s'han situat al marge del nostre Volk, al marge de la Wehrmacht, al marge de tot concepte d'honor militar, al marge del jurament i de la lleialtat. El seu extermini ens donarà més força.

## Després del cop
Durant les setmanes que seguiren, la Gestapo de Himmler, dirigida per un furiós Hitler, perseguí a tot aquell que tingués la més llunyana connexió amb el complot, sent la venjança el motor de Hitler: els participants del complot serien expulsats de la Wehrmacht, compareixent com a civils en al tribunal. El descobriment de diaris i cartes a les llar i als despatxos de tots aquells que van ser arrestats van mostrar els complots de 1938, 1939 i 1943, i això portà a més arrestos, incloent el de Franz Halder, qui acabaria la guerra en un camp de concentració. En una reunió amb els Gaulieters a inicis d'agost, Himmler anuncià que actuaria d'acord amb les tradicions de la Blutrache, (la "venjança de sang") de l'antic dret germànic, segons la qual s'eliminaria tota la "sang traïdora". Degudes les noves lleis Sippenhaft (culpa de sang), tots els parents dels principals membres del complot van ser arrestats.
En total van ser detingudes unes 7.000 persones, de les quals uns 200 consipiradors van ser executats, a banda d'unes 4.700 més que no estaven connectades amb el complot, sinó que més aviat la Gestapo aprofità l'ocasió per a saldar comptes amb gent sospitosa de tenir simpaties cap a l'oposició.
Van ser diversos els que van preferir treure's ells mateixos la vida abans d'encarar el judici i l'execució, figurant entre ells von Tresckow, von Kluge i Rommel, que va ser acusat de ser coneixedor del complot i no fer-ho saber a Hitler. Se li oferí la possibilitat d'ingerir cianur o de ser jutjat al tribunal de Freisler, arrossegant també a la seva família si era considerat culpable. von Stülpnagel també intentà suïcidar-se, però va sobreviure i va ser penjat.

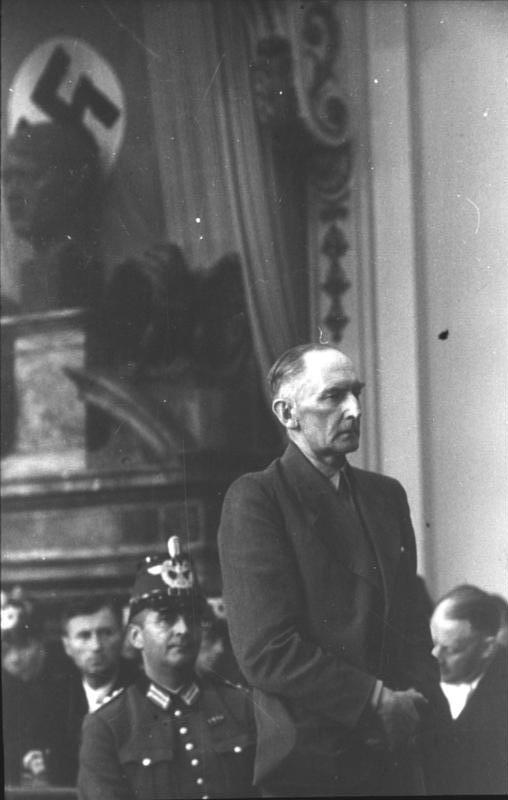
Erwin von Witzlebe durant el judici.

Pocs dels membres del complot van intentar defugir la seva responsabilitat o negar la seva culpa quan van ser detinguts. Primerament van comparèixer a un "Tribunal Militar d'Honor", on generals distingits com Keitel, Rundstedt i Guderian havien d'expulsar de l'exèrcit amb deshonor a aquells que es demostrés que havien participat en la conjura. Aquells que van aconseguir sobreviure als interrogatoris van ser jutjats al Tribunal Popular (Volksgerichtshof) i el seu jutge, el sinistre Roland Freisler. Els primers judicis van tenir lloc entre el 7 i el 8 d'agost de 1944. Freisler, un nazi fanàtic, (anomenat Vistxinski per Hitler, en record al tristament cèlebre fiscal de les purgues de Stalin). Hitler havia ordenat que aquells que fossin trobats culpables havien de ser "penjats com el bestiar". Els 8 primers (entre els quals es trobaven von Witzleben, Hoepner, Stieff i Yorck) van entrar en el que es transformaria en una processó regular d'acusats i vigilants de la Gestapo, a una sala adornada amb esvàstiques i amb un bust de Hitler presidint la sala. A sota hi havia el president del tribunal, Roland Freisler, amb una toga roja, mostrant en tot moment el seu odi i el seu menyspreu cap als acusats. Aquests, per tal de degradar-los encara més visualment, anaven vestits amb parracs, sense tirants o cinturó (de manera que havien d'aguantar-se ells mateixos els pantalons), sense permetre'ls (per ordre de Hitler) defensar-se ni expressar els seus motius (i quan ho intentaven fer, Freisler els interrompia bramant); però els acusats van aconseguir plantar cara al jutge valerosament en diverses ocasions. Els judicis van ser una farsa tan lúgubre que fins e<|--sic-->l mateix ministre de justícia del Reich, Otto Georg Thierack, que ja havia lliurat les darreres restes d'un sistema jurídic pervertit a l'arbitrarietat de les SS, es queixà posteriorment de la conducta de Freisler.
Un cop pronunciats els veredictes, es portà a la majoria dels condemnats a la presó de Pötzensee, a Berlín, per ser executats dues hores després que es dictés la sentència. Hitler ordenà que se'ls neguessin els darrers ritus i l'acompanyament d'un capellà (si bé aquesta ordre s'eludí en la pràctica). Si bé la forma d'execució habitual al III Reich era la decapitació, Hitler ordenà que fossin "penjats com el bestiar". Per tal motiu, en una petita sala d'execució de la presó s'instal·là un rail amb uns ganxos. Dels ganxos hi penjaven dogals fets amb una corda fina i resistent, perquè morissin lentament estrangulats. Cadascun dels condemnats va ser alçat i ofegat pel seu propi pes, suportant una darrera indignitat: els botxins baixaven els pantalons dels executats mentre que penjaven de la corda. A més, com que les execucions van ser filmades, tot el macabre escenari estava il·luminat amb llums potents, com un estudi cinematogràfic (si bé no és segur que Hitler veiés les imatges, Speer afirmà haver-ne trobat un munt a la taula de mapes de Hitler quan el visità el 18 d'agost. Les pel·lícules a més van ser editades posteriorment per Goebbels en un documental de 30 minuts per projectar als cadets de l'Escola de Cadets de Lichterfelde.
L'intent de Fromm de guanyar-se el favor de Hitler executant a Stauffenberg i als altres la nit del 20 de juliol li va servir de ben poc. Va ser arrestat el 21 de juliol, sent declarat culpable i sentenciat pel Tribunal Popular. Tot i la seva participació en el complot, va ser executat a, si bé Hitler personalment commutà la seva sentència de mort a la forca per un més honorable escamot d'afusellament al març de 1945.
Després del 3 de febrer de 1945, quan Freisler va ser mort durant un bombardeig de l'aviació americana, ja no hagueren més judicis, però a l'abril, quan només mancaven setmanes pel final de la guerra, es trobà el diari de l'Almirall Canaris, on s'implicava a més gents. Les execucions van seguir fins al final de la guerra.
Hitler considerà la seva supervivència a un "moment diví a la història", i que havia sigut salvat per la Providència. Es creà una condecoració especial per atorgar a tots aquells que es trobaven a la sala de conferències en aquells moments: la Insígnia de Ferit del 20 de juliol de 1944, sent una de les condecoracions més estranyes del Tercer Reich.
L'atemptat va fer que Hitler ja perdés definitivament la confiança en el seu exèrcit, i donà nous passos per a disciplinar i humiliar l'exèrcit. A més del jurament personal de lleialtat lligat a la seva persona, obligà a l'exèrcit, que fins llavors s'havia resistit a la salutació nazi del braç alçat a haver de retre, des d'aleshores, aquest homenatge en lloc de l'habitual cortesia militar de portar la mà fins a la gorra. Derogà una llarga tradició que prohibia l'activitat política a l'exèrcit, ordenant que tots els oficials de l'Estat Major Central havien de ser oficials-líders nacionalsocialistes.

### Reacció fora d'Alemanya
Les notícies de la conspiració van ser censurades a l'estranger, mentre que la versió oficial del III Reich era d'un petit grup d'oficials descontents en un acte de traïció, evitant així de mostrar l'existència d'una conspiració amb centenars d'involucrats i milers de simpatitzants; la propaganda de Joseph Goebbels va aconseguir reforçar la imatge del grup ínfim, però en ser evident la gran quantitat de detencions, execucions i arrestos, s'invocà que la repressió de l'atemptat era un motiu addicional per a eliminar tota l'oposició al nazisme que encara pogués existir.
La Unió Soviètica, els Estats Units i el Regne Unit no van aconseguir una major informació sobre el succés fins al final de la guerra, i no van mostrar en cap moment cap mena d'interès per a estimular una resistència anti-nazi a Alemanya. En el cas soviètic aquest desinterès pot ser atribuït al fet evident de què la conspiració no era dirigida per membres de l'antic Partit Comunista Alemany (KPD), en coordinació als seus col·legues soviètics; a més del fet que la conspiració no tenia entre les seves files a simpatitzants de la Unió Soviètica, sinó que pel contrari, tenia a gent destacada de dreta (Goerdeler i Popitz), a socialistes moderats (Julius Leber) o a militars professionals (Ludwig Beck, Tresckow), tots els estigmatitzats pel règim de Stalin.
Tot i que conspiradors com Goerdeler, Ulrich von Hasell i Adam Trotz zu Solz tenien la possibilitat de comunicar-se amb l'estranger, mitjançant les ambaixades alemanyes a països neutrals (com Suïssa, Suècia o Portugal), tant els Estats Units com la Gran Bretanya van rebutjar apropaments amb conspiradors antinazis. En primer lloc, els aliats occidentals dubtaven de les intencions dels conspiradors i no confiaven en ells, considerant-los com els antics aristòcrates prussians que havien recolzat a Hitler però que desitjaven sortir ben parats d'una segona derrota alemanya; en segon lloc, tant Roosevelt com Churchill volien mantenir a la Unió Soviètica com aliada, i un apropament entre alemanys i anglo-americans contra Hitler causaria les pitjors sospites de Stalin, qui temia acords secrets. Finalment, cap dels tres aliats desitjava que el final de la guerra tingués com a origen un cop d'estat; sinó que preferien la total derrota militar del Tercer Reich perquè així no poguessin alçar-se els nazis més fanàtics anys després al·legant una nova "llegenda de la punyalada per l'esquena" (Dolchstosslegende).

## Participants en la reunió
El Führer Adolf Hitler, Generalfeldmarshall Wilhelm Keitel, General Alfred Jodl, General Walter Warlimont, Franz von Sonnleithner, Major Herbert Buchs, estenògraf Heinz Buchholz (mort), Obergruppenführer Hermann Fegelein, Oberst Nicolaus von Below, Konteradmiral Hans-Erich Voss, Sturmbannführer Otto Gunsche (ajudant de Hitler), General Walter Scherff (ferit), General Ernst John von Freyend, estenògraf Heinrich Berger (mort), Konteradmiral Karl-Jesco von Puttkamer (ferit), General Walther Buhle, Oberstleutnant Heinrich Borgmann (ferit), Generalmajor Rudolf Schmundt (mort), Oberstleutnant Heinz Waizenegger, General Karl Bodenschatz (ferit), Oberst Heinz Brandt (mort), General Gunther Korten (mort), Oberst Claus von Stauffenberg, i Generalleutnant Adolf Heusinger (ferit).

## Govern previst
Els conspiradors havien decidit qui ocuparia els càrrecs governamentals un cop s'hagués assassinat a Hitler i el cop hagués tingut èxit. Donat el fracàs del cop, aquest govern mai no es constituí i la majoria dels seus membres van ser executats:
- Generaloberst Ludwig Beck (Exèrcit) - President
- Carl Goerdeler (DNVP) - Canceller
- Wilhelm Leuschner (SPD) - Vice-Canceller
- Paul Löbe (SPD) - President del Reichstag
- Julius Leber (SPD) o Eugen Bolz (Partit de Centre) – Ministre de l'Interior
- Friedrich Werner von der Schulenburg o Ulrich von Hassell – Ministre d'Exteriors
- Ewald Loeser – Ministre de Finances
- Friedrich Olbricht (Exèrcit) – Ministre de la Guerra
- Hans Oster (Exèrcit) - President del Reichskriegsgericht (Tribunal Suprema Militar)
- Hans Koch (Església Confessant) - President del Reichsgericht (Tribunal Suprem)
- Bernhard Letterhaus (Sindicat Catòlic de Comerç) – Ministre de la Reconstrucció (Ministre sense cartera si no era nomenat)
- Karl Blessing – Ministre d'Economia o President del Reichsbank
- Paul Lejeune-Jung (DNVP) – Ministre d'Economia
- Andreas Hermes (Partit de Centre) – Ministre d'Agricultura
- Josef Wirmer (Partit de Centre) – Ministre de Justícia

L'única força política que no es tingué en compte va ser el Partit Comunista (KPD).

## Al cinema
- 1951: The Desert Fox: The Story of Rommel, amb James Mason com Rommel[23]
- 1955: Es geschah am 20. Juli, un docudrama, amb Bernhard Wicki as Stauffenberg
- 1955: Der 20. Juli, amb Wolfgang Preiss coms Stauffenberg[24]
- 1967: The Night of the Generals, dirigida per Anatole Litvak[25]
- 1968: Claus Graf Stauffenberg[26]
- 1990: Stauffenberg – Verschwörung gegen Hitler
- 1990: The Plot to Kill Hitler, amb Brad Davis com Stauffenberg[27]
- 1992: The Restless Conscience[28]
- 2004: Die Stunde der Offiziere, pel·lícula semi-documental[29][30]
- 2004: Stauffenberg, de Jo Baier, amb Sebastian Koch com Stauffenberg[31][32]
- 2004: Days That Shook the World – S2EP5 Conspiracy to kill, un documental de la BBC2[33]
- 2007: DVD Ruins of the Reich DVD R.J. Adams
- 2008: Valquíria, amb Tom Cruise com Stauffenberg[34]
- 2008: Operation Valkyrie: The Stauffenberg Plot to Kill Hitler, documental[35]
- 2009: Stauffenberg - Die wahre Geschichte, docudrama televisiu[36]